# Cocada amarela
La cocada amarela es una variedad de postre propio de Angola. Es un postre pesado preparado a base de yema de huevo y coco y tiene un color amarillo distintivo producto de la gran cantidad de huevo que se utiliza en su elaboración. Su nombre, cocada amarela, literalmente significa alimento amarillo a base de coco.
En su preparación se usa yema de huevo, coco rallado, azúcar y canela.[cita requerida]
A causa de que Angola fue una colonia portuguesa, la cocada amarela se encuentra muy influida por la tradición portuguesa de postres, que se destaca por el uso abundante de huevo. [cita requerida]